# Паррот, Георг Фридрих
Георг Фридрих (Егор Иванович) Паррот (фр. George-Frédéric von Parrot; 15 июля 1767, Монбельяр — 8 июля 1852, Гельсингфорс) — российский  физик-изобретатель немецкого происхождения , организатор восстановления и первый ректор Императорского Дерптского университета. Отец альпиниста и путешественника Иоганна Фридриха Паррота.

## Начало биографии
Родился 15 июля 1767 года в Монбельяре, тогда герцогство Вюртемберг, с 1806 года — во Франции). Был шотландско-французского происхождения; его отец был выдающимся хирургом. С 1782 по 1786 год учился в Высшей школе герцога Карла (Карлсшуле) в Штутгарте. В течение нескольких лет после окончания учёбы давал частные уроки во Франции и Германии; в 1795 году переехал в Лифляндскую губернию Российской империи. Причины его отъезда из Германии были в основном экономическими: поскольку он недавно женился, ему нужен был более регулярный доход, чем он мог бы получить от случайных частных занятий по математике и участия в различных конкурсах изобретений. С 1796 по 1801 год он был секретарём Лифляндского общеполезного общества.
В 1801 году в Кёнигсбергском университете он получил степень доктора философии. В 1801—1802 годах принимал активное участие в восстановлении Дерптского университета.

## Деятельность в Академии наук
Паррот стал фактически первым ректором этого университета и работал на этом посту с перерывами до 1813 года. На протяжении 24 лет Паррот занимал должность профессора физики Дерптского университета (с 1802 по 1826). В 1826 году его избрали академиком Петербургской академии наук; 2 ноября 1827 года он был избран почётным доктором медицины. Одновременно Георг Фридрих руководил деятельностью лаборатории физики при Петербургской АН в общей сложности 16 лет (1824—1840). Благодаря тому, что у Егора Ивановича со временем наладились тесные контакты с правительственными кругами, в частности, с высокопоставленными чиновниками, которые ведали образовательной системой России в первой четверти XIX века, он своевременно получал финансовую помощь для организации деятельности физической лаборатории сперва в Дерпте, а затем в Санкт-Петербурге. Часто о Парроте говорят как о «личном друге» Александра I, таким образом, недостатка в поддержке со стороны высшего эшелона власти изобретатель не испытывал. В 1840 году он был удостоен статуса почётного члена Петербургской академии наук. В политическом плане академик Паррот поддерживал антинационалитическую концепцию, которой придерживались руководители Академии наук, что повлияло на его мнение по поводу личности академика, физика-экспериментатора Василия Владимировича Петрова, которое он выразил в публичном выступлении. Столкновение двух просвещенных умов эпохи — многоопытного экстраординарного академика с 1815 года и сравнительно недавнего члена академии физика Паррота, который своим демаршем «подмастил» идеологической направленности руководства АН привело Петрова к разрыву отношений с храмом наук практически навсегда. В 1842 году Паррот становится почётным членом Российского минералогического общества

## Рижский этап
На раннем этапе своей научной деятельности Паррот 6 лет своей жизни провёл в Риге, где занимал пост секретаря Лифляндского общеполезного и экономического общества. Этот пост он занимал с 1795 (год его приезда на территорию России) по 1801. В это же время Георг Фридрих подвизался на исследовательской ниве. В Риге в ходе научных изысканий впервые в мире Парротом было описано явление осмоса. Также Паррот получил экспериментальное подтверждение того, что осмотические явления оказывают существенное влияние на различные биологические процессы. Помимо изучения феномена осмоса Паррот уделил внимание конструированию медицинских приспособлений — в частности, ему удалось создать первый проект медицинского термометра, который удалось опробовать «на месте». В довершение ко всему Паррот заинтересовался спецификой электрического тока, с которым одним из первых в мире провёл эксперименты физического и химического свойства. Также в это время он провел серию опытов, на основании которых он смог приступить к разработке химической теории цветов; впоследствии он довел эту теорию до логического конца.

## Работа по усовершенствованию Физического кабинета
Позже экспериментатор-изобретатель постепенно расширяет диапазон своей научной деятельности, уделяя пристальное внимание области светотехники и конструированию разнообразных измерительных приборов, деятельность которых связана с физической оптикой. В частности, в 1810 и 1812 Паррот демонстрирует царю систему оптического телеграфа, которая на тот момент являлась новым словом в этой прикладной отрасли. Экспериментальному характеру своего научного творчества Паррот уделяет много внимания в мемуаре, изданном в 1834 году, который носит название «Телескоп, полностью основанный на физических принципах». Практической, опытной части научного исследования Паррот традиционно не брезговал, поэтому все его силы были устремлены на «лоббирование» интересов Физического кабинета (как еще называли лабораторию физики при АН), что часто влекло за собой определенные финансовые вливания. В частности, в конце 1820-х Парротом на цели оптимизации Физического кабинета был получен «одноразовый платёж» размером в 25000 рублей, что по тем временам было вполне приличной суммой. Итогом такой колоссальной финансовой подпитки стала инсталляция самых современных физических приборов в парротовском кабинете в так называемом поместительном шкафу, который до сих пор служит вместилищем для приборов и имущества академии. Притом из-за его неоднократных просьб и увещаний (хотя Петров и Крафт, академик кафедры общей математики, также неоднократно бомбардировали прошениями начальство главного научного органа страны с этой благородной целью) Физический кабинет был перенесен из не вполне подходящего здания Кунсткамеры в саму Академию в 1828 году. Хотя его предшественники пытались добиться этого разрешения и проделали на этом поприще немало, лавры «переносчика» все же достались Парроту.

## Достижения на педагогическом поприще
Егору Ивановичу пришлось попробовать себя и в качестве педагога — в частности, именно он культивировал научный талант Эмилия Христиановича Ленца, будущего новатора в области исследования земного магнетизма, подвизавшегося на поприще физической географии. Он же в начале 1840-х параллельно с американским физиком Джеймсом Джоулем открыл закон, по которому следует, что количество тепла, выделенное при прохождении электрического тока, прямо пропорционально квадрату силы тока сопротивлению проводника и времени. Свою академическую школу Ленц, потомок известной остзейской фамилии Ленцев, прошел у Паррота. В частности, в мемуарах 1832 года Паррот тепло отозвался о своём преуспевающем ученике, невзирая на определенную конфронтацию на научном фронте, которая наступила в связи с принципиальным расхождением во взглядах на методы исследования физических явлений: «Я свидетельствую ему мою признательность тем с большим удовлетворением, что ослабление моего зрения и общее болезненное состояние этой зимой вынудили меня предоставить ему самые деликатные и утомительные наблюдения. Для старости отрадно подготовить молодых учёных,
которые нас замещают и помогают нам с таким искусством и любезностью, какие неоднократно уже проявил г. Ленц». Таким образом, учителю и ученику удалось оформить идеологическое расставание в дружеском ключе, и в дальнейшем они сохранили самые радужные отношения.
Ученая династия Парротов оставила влиятельный след в истории отечественной науки. Его сын Иоганн Якоб Фридрих Вильгельм (1791—1841), пошел по стопам отца, сделав карьеру физика-естествоиспытателя и с 1821 получил степень профессора Дерптского университета, каковым и являлся до своей смерти в 1841 году.